# Донецька губернія (1919)
Донецька губернія — тимчасова адміністративна одиниця, яка не мала чітко визначеного центру. Губернія проіснувала з 5 лютого до 10 червня 1919 року.

## Бойові дії в губернії
Населення Бахмутського і Слов'яносербського повіту підтримало антигетьманське повстання директорії УНР у листопаді 1918 року. Учасником тих подій був Володимир Сосюра який залишив такий вірш про той період:
```
  "
І пішов я тоді до Петлюри, бо у мене штанів не було. Скільки нас отаких через журу покидали востаннє село."
 
[
1
]
```

Але вже в грудні почалися масові зіткнення повстанських загонів з частинами Армії УНР і загонами Вільного козацтва які дислокувалися в регіоні. Надалі конфлікт переріс в друге донбасько-українське протистояння, яке закінчилося ліквідацією місцевих органів влади, які підтримували Директорію УНР і витісненням Армії УНР з регіону. У грудні на станції Яма був створений Бахмутський повітовий ревком який координував дії повстанських загонів проти частин Армії УНР і проти частин Донської армії в Бахмутському та Слов'яносербському повіті.
Якщо на початку січня 1919 повстанці ліквідували українські військові частини та органи влади у регіоні, в той же час друга військова компанія Всевеликого війська донського у Донбасі тільки набирала обертів. Велика частина повстанців повіту знаходилися під впливом анархістів і есерів, та частково підпорядковувалися Н. Махно.

Наприкінці 1918 року стався конфлікт між Н. Махно і Колосом. Реакцією на конфлікт анархістів і есерів з більшовиками стали термінові збори керівників більшовицьких організацій і командирів більшовицьких повстанських загонів. Екстрені збори пройшли 1 січня 1919 року у Гришиному, головою був Казанков, в зборах брали участь 30 делегатів. За підсумком зборів було прийнято рішення вивести всі Донбаські більшовицькі організації і загони (4000 бійців) з Бахмутського повіту в Павлоградський повіт.

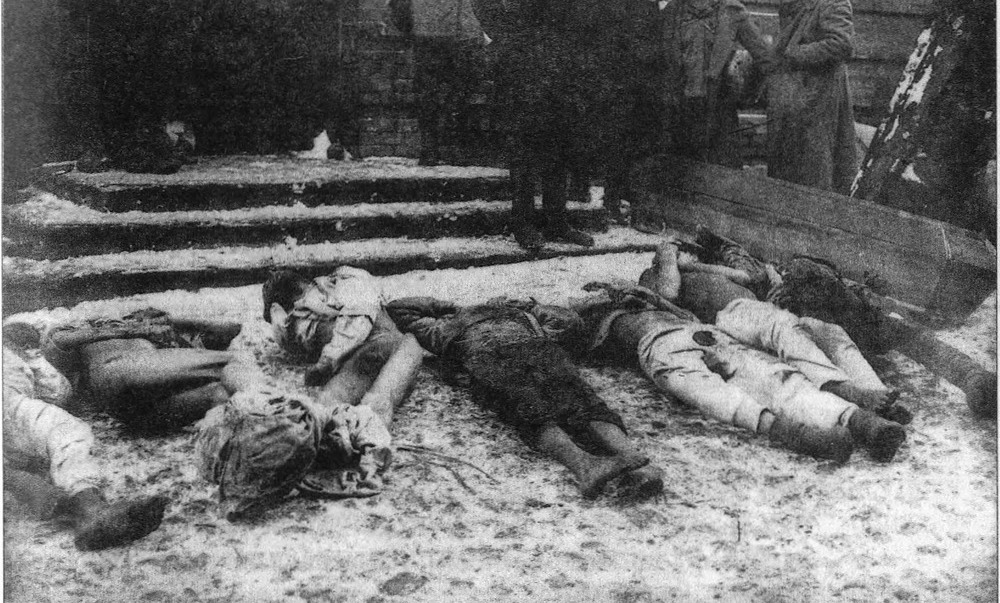
Тіла в'язнів, отруєних денікінськими військами перед відступом з м.Бахмут. Тіла покалічені й оголені.

5 січня 1919 повстанці під командуванням Чапліна Івана, звільнили Бахмут від білогвардійців.
В середині січня 1919 добровольчі і донські частини розірвали зв'язок між повстанцями західної частини повіту з центром в Гришиному і повстанцями північно-східної частині Бахмутського і Слов'яносербського повіту з центром на станції Яма, захопили лінію залізниці Костянтинівка - Дружківка - Краматорськ - Слов'янськ. У своїй ранній статті «Махновщина» Віктор Білаш організатор і командир РПАУ писав про заняття білогвардійцями Гришиного на початку 1919:                                 
```
"Ось вони вступили в 
Гуляйполе
–
Гайчур
–
Гришине
 - серце махновщини."
[
3
]
```

У другій половині січня 1919 року точилися запеклі бої між повстанцями і добровольцями, білогвардійці намагалися знищити повстанські осередки ще до прибуття з півночі частин РСЧА. На заході повіту діяли загони анархістів і есерів, всіма відділами командував махновець Петро Петренко. На північному заході повіту діяв великий загін Чапліна. На північному заході Слов'яносербського повіту діяв великий загін Зеленого. Кожен з цих загонів налічував близько 3000 бійців. В кінці січня загін Зеленого зайняв Родакове де з'єднався з 4-ю партизанською дивізією Кожевникова, разом з якою 21 січня 1919 звільнили Луганськ.
Бойові дії за контроль над територією губернії охоплюють:
- Бої за Дружківку
- Бої за Дебальцеве
- Бої за Єнакієве
- Бої за Гришине
- Бої за Юзівку
- Бої за Бахмут –г рудень 1918 -6 лютого 1919.
- Захоплення Луганська більшовиками (1919) – 21 січня 1919
- Рейд Шкуро

## Історія
В кінці січня 1919 року частини РККА  увійшли в зіткнення з місцевими повстанцями в регіоні без санкції РНК РРФСР і ВЦВК. До Донбасу повернулися діячі ДКР і першої Донецької губернії. Основною метою колишніх діячів ДКР в регіоні було відродження Донецько-Криворізької республіки, для цього вони об'єдналися з місцевими повстанцями і ревкомами. У січні в Донбас прибув колишній нарком ДКР у справах управління Семен Васильченко, і колишній нароком ДКР пошти і телеграфів Інокентій Кожевников. 21 січня був звільнений з Луганської в'язниці колишній нарком продовольства ДКР Іван Алексєєв.
Після того як були відновлені зв'язку між місцевими органами самоврядування колишній нарком ДКР у справах управління Васільченко Семен відродив і очолив Центральний Військово-Революційний Комітет Донбасу до якого увійшли як діячі ДРК, першої Донецької губернії, і місцеві активісти. Про це стало відомо зі статті в газеті "Известия ЦВК" від 26 січня 1919 року стало відомо що 23 січня за іншими відомостями 17 січня на станції Яма був утворений Центральний Військово-Революційний комітет Донецького басейну. Президія складався з трьох чоловік ініціатора колишнього наркома ДКР Васильченко Семена, колишнього голови ЦВРКД в 1917-1918 році Харечко Тараса і деякого Ясного. Функціонувало 7 відділів.
При цьому український уряд в Харкові (ВУЦВК) на створення ревкому відреагувало з подивом тому що не хто не давав розпорядження на створення цієї структури в Донбасі. Негативно на створення ЦВРКД відреагував Донське бюро РКБ, член РКБ Френкель писав до Харкова:
|  | Безсумнівно, що ця затія на станції Яма, або авантюра або фантастична затія, абсолютно не викликається об'єктивними веліннями революції. Безсумнівно також і те, що буде, ймовірно, повторюватися історія лютого - травня 1918 і слідом за станцією Яма, на цілому ряді інших станцій будуть організовані «республіки», «центрально-військово революційні комітети» та всялякі інші різними довільними суб'єктами і шукачами пригод». |

При цьому Донське бюро РКП виступало проти відновлення Донецько-Криворізької республіки. Бажаючи попередити відродження Донецько–Криворізької республіки Донське бюро 28 січня зажадало щоб до Харкова і на станцію Яма відправити члена ЦК для обстеження нової організації і вжиття відповідних заходів. Шляхом посередництва Ворошилова 5 лютого конфлікт був врегульований шляхом створення другої Донецької губернії, а ще до цього 1 лютого ЦВРКД був легалізований як губернський орган влади.
Після створення тимчасової адміністративної одиниці Донецької губернії, 5 лютого Васильченко був усунутий від управління ЦВРКД, на його місце призначили Тараса Харечко. При цьому Ворошиловим був призначений новий губернський ревком в який увійшли Т.І. Харечко, Е. Медне, Л.Смоляков, С. Хильков і А. Каменський. На підконтрольних більшовикам територіях губернії почалася підготовка виборів делегатів на перший губернський з'їзд рад.
10 лютого було сформовано Донецький губернський виконком Рад робітничих, селянських, червоноармійських і козачих депутатів, у формуванні виконкому брав участь Федір Сергєєв. Для керівництва окремими галузями управління було утворено 14 відділів. В цей же час в губернії йшла з ініціативи Сергєєва і Межлаука активна підготовка партійної конференції ВКП (б) Донецько-Криворізького басейну яка повинна була відбутися 20 лютого. Ця майбутня подія стривожила Харків і Москву, так як передбачалося що на конференції буде відроджена ДКР.
Тому 17 лютого 1919 було прийнято постанову Ради Оборони РРФСР про ліквідацію Донецько-Криворізької радянської республіки.♙
Рада оборони РРФСР під головуванням Леніна прийняла коротку постанову про долю Донецької республіки: «Просити т. Сталіна через Бюро ЦК провести знищення Кривдонбасу».
На це Сталін заявив:
|  | ..."Ніякого Донкривбасу не буде і не повинно бути, пора б кинути займатися дурницями". |

При цьому новостворена губернія, не була більшовицькою за змістом,адже якщо верхівка губернії були більшовиками, то на місцях влада належала есерам, лівим есерам, анархістам, безпартійним і численним місцевим отаманам які були під впливом Н. Махна. На VIII з'їзді РКП (б) який відбувався 18 березня 1919 року в Москві Мануїльський заявляв:
|  | Товариші члени ЦК, ви повинні знати, і ви, товариші члени партійної конференції, що у нас в Донецькому басейні пролетаріат як клас не існує.Якщо ви проїдете зараз по Донецькому басейну, ви знайдете вирізаними не тільки партійних працівників, але знайдете вирізаними осіб сім'ї. Робочий клас розпорошений в махновщину, пролетаріату ми не маємо. |

Про те що донбаські повстанці були значною збройною силою в регіоні в лютому березні 1919 року також пише учасник білого руху Макаренко П.Л.:
|  | "... абсолютно несподіваним для радянського командування успіхи червоних партизанів України на фронті ген. Май-Маєвського і особливого загону ген. Виноградова, досягнуті в лютому березні місяцях настільки підбадьорило командувача Південним фронтом Гіттес, що він вирішив не виконувати наказ Москви про перехід до оборони і намітив новий план бойових дій на подченённим йому фронті. " |

23 березня в Слов'янську пройшов з'їзд рад Донецької губернії на якому було поставлено питання про "економічну єдність регіону". Резолюція з'їзду свідчила:
|  | Донецький басейн, який є складним, грандіозним виробничим механізмом, розпорошеним по різних губерніях ... повинен бути виділений і оголошений в тих геологічних межах, який формує його виробничу єдність" |

Донгубвиконком був вищим органом влади в губернії. До його завдань належало: загальне керівництво роботою всіх відділів, адміністративний поділ території губернії, встановлення загальногубернських податків і повинностей, затвердження кошторисів і грошових асигнувань, призначення та звільнення всіх завідувачів губернськими відділами. Паралельно з Донгубісполкомом тимчасово був створений Донецький губернський революційний комітет, покликаний контролювати революційний рух в донбасі.
На з'їзді було обрано губвиконком під головуванням Артема (Сергєєв), який також був головою облвиконкому членами президії були Ніколаєнко, С. І. Лапін, С. П. Андренко, А. Ф.Радченко, Д.И, Пономарьов, Яковенко, Л. Смоляков, Щербак, І. Нагорний та ін. Виконком розташувався у Бахмуті, де Сергєєв зайнявся районуванням краю, керуючись економічною доцільністю. Ідеї, на яких базувалася ДКР, поступово почали знову реалізовуватися. 20-23 квітня в Луганську відбулася партійна конференція Донецько-Криворізької більшовицької організації.
30 квітня 1919 в Харкові відбулася особлива нарада, викликана загрозою наступу Денікіна в Донбасі. В нараді взяли участь багато діячів колишньої ДКР та Харківського облвиконкому, а також Артем і Фелікс Кон, голова Донецького губернського раднаргоспу А. Каменський, нарком праці УРСР Магідов, заступник наркома військових справ В. Межлаук. Звинувативши П'яткова і Раковського в «неповажному ставленні до оборони Донбасу», нарада вирішила створити бюро Ради оборони Донецького басейну.
Як пише Солдатенко, «в руках бюро передбачалося зосередити військові, промислові, фінансові, продовольчі і транспортні ресурси, виділяючи частину цих ресурсів і управлінців з підпорядкування Радянського уряду України». Протягом року в Москву направлялись скарги різних уповноважених, що проїздили по Донбасу, з приводу популярності в краї відродження Донецько-Криворізької республіки.
А в травні це питання знову стало предметом розглядів на рівні Леніна і Оргбюро ЦКРКП (б). Цього разу причиною стала скарга Юрія Лутовінова на Межлаука. У скарзі він заявив, що в Харкові зріють «сепаратистські тенденції», і прямо вказував на бажання Межлаука та інших харківських лідерів відтворити ДКР. Миттєво з Москви Ленін відправив телеграми, в яких засуджував сепаратистські тенденції і погрожував партійним судом і навіть виключенням з партії. Телеграму отримали Артем, Межлаук та Ворошилов.
Вони мали намір спочатку створити особливу Реввійськраду Донбаського фронту, об'єднати три армії в одну — Донецьку. На екстреному засіданні ЦК КП (б) У 28 травня 1919 під тиском Межлаука і Ворошилова було прийнято рішення створити Реввійськраду Донбасу. Цього разу на Харковця скаргу в Москву особисто відправив Троцький, в якій заявив, що вони хочуть створити «Донецьку військову республіку». Політбюро обговорило пропозицію Артема і Межлаука про об'єднання армій і категорично відкинули цю ідею.
Однак радянська влада протрималася недовго, влітку 1919 р. територію губернії зайняли війська А. Денікіна. Ради були розігнані, уряд переїхав до Москви, а Донгубвиконком змушений був евакуювати в м. Харків, звідки здійснював, на скільки це було можливо, підпільну роботу. Легальна діяльність Донгубвиконкому була відновлена тільки в квітні 1920 р.

## Біженці
У зв'язку з тривалими боями на півдні губернії з лютого по квітень 1919 року із околиць прифронтовій Юзівки в Катеринославську губернію прибули 40 000 біженців.

## Керівництво

### Голови губернії
- Васильченко Семен Пилипович   23 січня - 5 лютого 1919
- Харечко Тарас Іванович 5 лютого - 23 березня 1919
- Сергєєв Федір Андрійович 23 березня - 10 червня 1919

### Голови повітів
Бахмутський повіт
- Г. О. Бондаренко

Слов'яносербський повіт

## Територія
5 лютого 1919 року Нарком внутрішніх справ Клім Ворошилов віддав наказ про створення Донецької губернії, Раднарком України приймає декрет «Про створення Донецької губернії». Таке ім'я надане завдяки головній річці новоствореної губернії — Сіверському Дінцю. У склад губернії ввійшли Слов'яносербський повіт і Бахмутський повіт Катеринославської губернії.

## Військові формування
Докладніше: 1-а повстанська Армія Донбасу